# Operazione 3 gatti gialli
Operazione 3 gatti gialli (Kommissar X - Drei gelbe Katzen) è un film del 1966 diretto da Rudolf Zehetgruber. È il secondo film della saga Kommissar X.

## Trama
Il capitano della polizia di New York Tom Rowland viene inviato a Colombo per indagare sull'omicidio di un funzionario dell'ambasciata statunitense ucciso mentre proteggeva la figlia di un ricco proprietario terriero americano. Allo stesso tempo, l'investigatore privato Jo Louis Walker detto Kommissar X è stato assunto dalla figlia dello stesso proprietario terriero per proteggere suo padre dall'estorsione per un milione di dollari da parte di un'organizzazione terroristica chiamata i Tre Gatti d'Oro.